# Col de la Mort d'Imbert
Le col de la Mort d'Imbert est situé à Manosque dans les Alpes-de-Haute-Provence en France. Il relie la commune à Dauphin. Son altitude est de 591 m.

## Événements sportifs
- Paris-Nice 2013 lors de l'étape Châteauneuf-du-Pape à la montagne de Lure